# Pèlerinage de Notre-Dame des Miracles (Saint-Maur-des-Fossés)

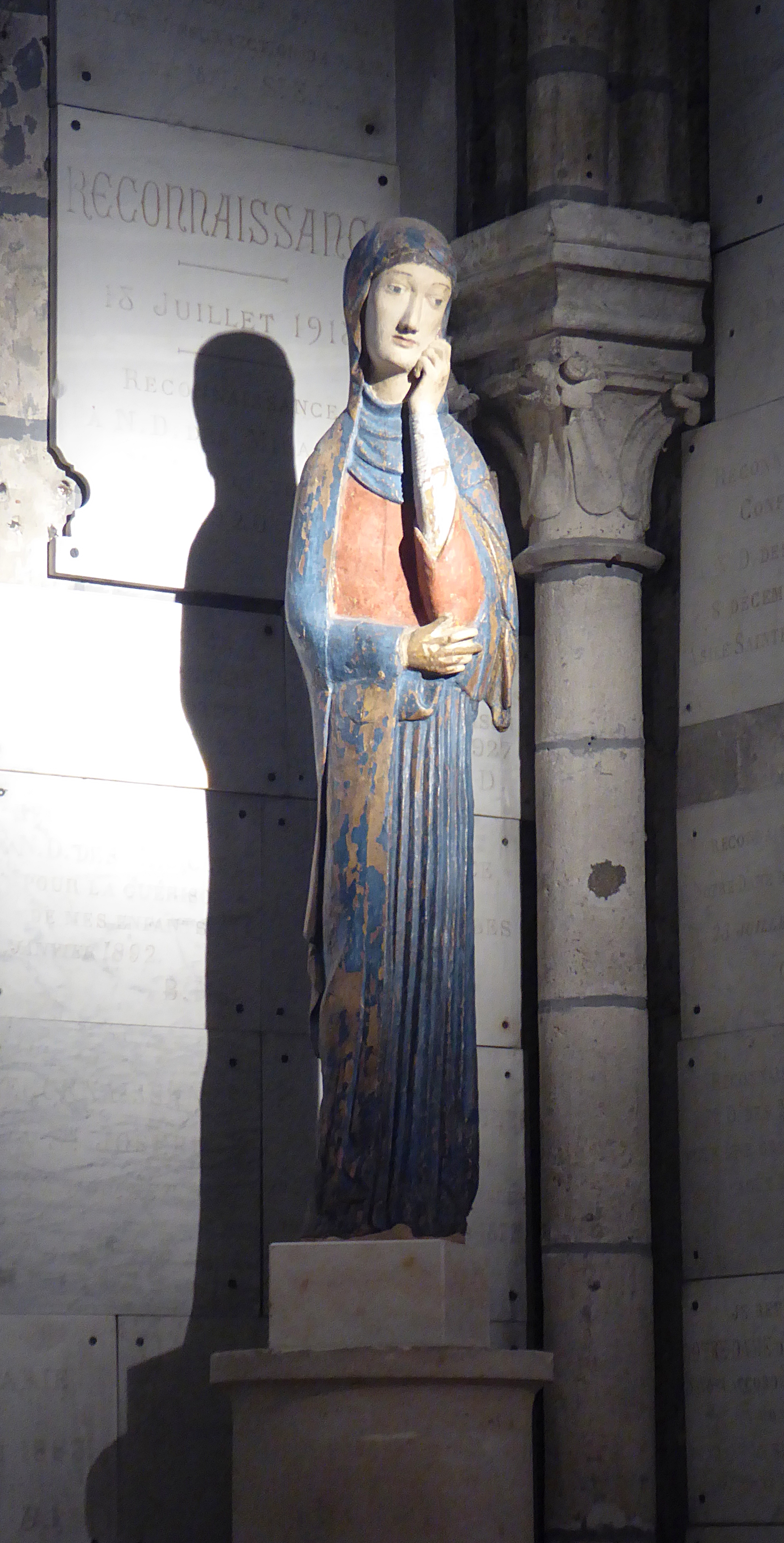
Statue de Notre-Dame des Miracles, église Saint-Nicolas de Saint-Maur-des-Fossés.

Le pèlerinage de Notre-Dame des Miracles est un pèlerinage à la Vierge qui a lieu chaque année dans le diocèse de Créteil, dans le Val-de-Marne. L'origine du pèlerinage est liée à la découverte d'une statue de la Vierge qui, si l'on en croit la Tradition, est acheiropoïète, c'est-à-dire qu'elle ne fut pas faite de main d'homme. La statue est actuellement gardée à l'église Saint-Nicolas à Saint-Maur-des-Fossés.

## Découverte de la statue de Notre-Dame des Miracles (1068)
Au XIe siècle, un grand féodal, Guillaume de Corbeil, dit « Guerlenc », fut chassé de ses fiefs normands par son cousin le duc Guillaume. Il obtint du roi de France Henri Ier d’être l’avoué de l’abbaye des Fossés. Comme sa santé se détériorait, il fit vœu à la Vierge Marie de se faire moine dans cette abbaye, s’il venait à guérir. Son vœu fut exaucé. Constatant le mauvais état des images du Christ et de la Vierge Marie dans l'abbaye en reconstruction, à la suite des destructions des invasions normandes, il résolut d’en commander de nouvelles au sculpteur Rumolde. Celui-ci commença par l’image de la Vierge Marie. Mais à peine s'était-il attaqué au bois pour lui donner forme qu’il s’entendit appeler au dehors de la chapelle qui lui servait d’atelier. Après de vaines recherches, il revint à son ouvrage qu’il eut la surprise de trouver complètement achevé. La Vierge Marie lui apparut par la suite sous l’aspect de cette image et le guérit d’un mal mortel. Ces faits se seraient produits le 10 juillet 1068.

## Le pèlerinage au Moyen Âge
Un pèlerinage fut alors créé. Il fut dès l'origine associé à celui des reliques de saint Babolin, premier abbé de l’abbaye des Fossés, et de saint Maur, abbé de Glanfeuil dont les reliques arrivèrent à l’abbaye en 868. 
À l’époque médiévale, le pèlerinage attira des personnalités prestigieuses : Philippe Auguste, saint Louis, l’empereur Charles IV, Louis XI. Autour du XIIIe siècle, le vocable de Notre-Dame des Miracles lui est donné, tant elle fait de guérisons. Au XVe siècle, le pape Sixte IV, qui s’intéresse à l’Immaculée Conception, accorde une importante indulgence aux pèlerins qui réciteront l’oraison à Notre-Dame des Miracles devant la vénérable image.

## Époque moderne
Au XVIIe siècle, Innocent X accorde une indulgence plénière. Au cours de ce même siècle est fondée la Confrérie de Notre-Dame des Miracles, approuvée par Urbain VIII. Une confrérie de prêtres se constitue autour du Père de Condren et d’Adrien Bourdoise, on y rencontre Monsieur Olier, saint Vincent de Paul, parfois saint François de Sales.
C’est avec l’aide de Notre-Dame des Miracles que se prépare le renouveau spirituel d’une France très éprouvée par les guerres de Religion.

## Époque contemporaine
La statue fut cachée pendant la tourmente révolutionnaire. Le pèlerinage reprend de plus belle au XIXe siècle. Pie VII renouvelle les indulgences. Les grâces répandues par le pèlerinage sont innombrables, les guérisons spectaculaires. En 1907, monsieur Roume, chargé de la restauration de l’image se voit aussi « miraculé » ; il fera une copie de la statue pour l’église de Masseret, dans le diocèse de Tulle, qui fait l’objet d’un pèlerinage. 

## Arrêt du pèlerinage (1968)
On ne saurait dire pourquoi le dernier grand pèlerinage à Notre-Dame des Miracles de Saint-Maur-des-Fossés s’est déroulé en 1968. Ce pèlerinage se déroulait depuis bientôt neuf siècles. À certaines heures, il s’était vu aussi important que l’est celui de Lourdes de nos jours.

## Le renouveau du pèlerinage (1988)
En 1988, lors de l’année mariale, un couple de fidèles vint demander la restauration du pèlerinage à l’évêque de Créteil. La statue vint donc présider la cérémonie mariale organisée pour le diocèse à Rungis. L’église Saint-Nicolas fut déclarée sanctuaire jubilaire en 2000 et accueillit le premier pèlerinage des familles le 9 décembre. À partir de 2002 le pèlerinage des familles s’est perpétué le samedi le plus proche du 8 décembre. Il peut se faire selon trois routes:
- Route Saint-Hilaire, partant de l'église Saint-Hilaire.
- Route St François, de l'église Saint-François-de-Sales.
- Route Saint-Babolein, de l'église Saint-Nicolas.